# Listrocheiritium nubium
Listrocheiritium nubium är en mångfotingart som beskrevs av Karl Wilhelm Verhoeff 1915. Listrocheiritium nubium ingår i släktet Listrocheiritium och familjen knöldubbelfotingar. Inga underarter finns listade i Catalogue of Life.